# Guilford Lake
Der Guilford Lake ist ein Stausee im Columbiana County im US-Bundesstaat Ohio. 
Der 1,6 km² große See liegt 11 km südlich von Salem sowie 9 km westlich von Lisbon im Guilford Lake State Park. Im State Park befindet sich ein Campingplatz mit 41 Wohnwagen-Stellplätzen.  